# Eva Schloss
Eva Geiringer Schloss, geboren als Eva Geiringer (Wenen, 11 mei 1929), is een Joodse Holocaustoverlevende en de stiefdochter van Otto Frank. Schloss is vooral bekend om haar memoires over de gebeurtenissen tijdens de Holocaust en heeft deelgenomen aan het Visual History Archive-project van de USC Shoah Foundation Institute om videoantwoorden vast te leggen voor educatieve doeleinden.

## Levensloop
Eva Geiringer werd als tweede kind van de Joodse Erich en Elfriede Geiringer uit Wenen geboren. Kort na de Duitse annexatie van Oostenrijk emigreerde haar familie naar België en daarna naar Nederland. De familie woonde in hetzelfde flatgebouw in Amsterdam als de familie van Anne Frank. Anne Frank en Eva Geiringer waren soms speelkameraadjes van elkaar. In 1942 dook de familie Geiringer onder. In mei 1944 werd de familie Geiringer verraden door collaborateurs en naar het concentratiekamp Auschwitz-Birkenau gedeporteerd. Eva en haar moeder werden in januari 1945 door het Rode Leger bevrijd, terwijl haar vader en broer waren omgekomen tijdens de dodenmars van Auschwitz naar Mauthausen.

### Na de oorlog
Eva en haar moeder Elfriede keerden 13 juni 1945 terug naar Amsterdam. Eva en Elfriede ontmoetten Otto Frank, die worstelde met het verlies van zijn vrouw en dochters. In 1953 hertrouwde haar moeder Elfriede met Otto Frank. Eva vervolgde haar opleiding en studeerde daarna kunstgeschiedenis aan de Universiteit van Amsterdam. Daarna reisde ze naar Engeland om een jaar fotografie te studeren. Daar ontmoette ze Zvi Schloss, een Joodse vluchteling uit Duitsland, met wie ze in 1952 trouwde. Haar echtgenoot Zvi Schloss stierf op 3 juli 2016. Eva Schloss is moeder van drie dochters en woont sinds de jaren vijftig in Londen.
In juni 2021 werd Schloss dubbele staatsburger van het Verenigd Koninkrijk en van Oostenrijk. Ze verkreeg op 92-jarige leeftijd weer het Oostenrijkse staatsburgerschap als een gebaar van verzoening met haar geboorteland.

## Publicaties
- Eva's Story: A Survivor's Tale (1988), Allen, Londen. Ned. vertaling: Herinneringen van een joods meisje 1938-1945 (1989); Robert Dorsman/Uitg. SUA, Amsterdam; (1995) De Geus (pocket)
- The Promise (2006)
- After Auschwitz. A story of heartbreak and survival by the stepsister of Anne Frank (2013)
- Hell and Back

- Bibsys: 90820734
- Biblioteca Nacional de España: XX5461903
- Bibliothèque nationale de France: cb145321348 (data)
- Catàleg d'autoritats de noms i títols de Catalunya: 981058518109506706
- CiNii: DA05563113
- Gemeinsame Normdatei: 119016990
- International Standard Name Identifier: 0000 0001 1080 0552
- Library of Congress Control Number: n88278168
- Bibliotheek van het Japanse parlement: 00474578
- Nationale Bibliotheek van Tsjechië: osa2014813423
- Nationale Bibliotheek van Israël: 987007309414305171
- Nationale Bibliotheek van Polen: a0000002900348
- Nederlandse Thesaurus van Auteursnamen: 074202766
- Réseau des bibliothèques de Suisse occidentale: 02-A017321067
- Système universitaire de documentation: 13655881X
- Virtual International Authority File: 103147970
- WorldCat: E39PBJtMq4TyjkVKKvPP4XVHmd